# Pyrrhos (König von Pisa)
Pyrrhos (altgriechisch Πύρρος Pýrrhos) war etwa von 580 bis 572 v. Chr. der Herrscher von Pisa im antiken Griechenland.
Pyrrhos war ein Sohn des Despoten Pantaleon von Pisa, der im Zweiten Messenischen Krieg um 600 v. Chr. die Messenier unterstützte. Dessen erstgeborener Sohn Damophon folgte zunächst auf dem Thron seines Vaters, dann Pyrrhos. Pyrrhos nahm in der 50. Olympiade, also nach 580 v. Chr., den alten Konflikt mit Elis wieder auf, unterlag jedoch trotz Unterstützung der Skilluntier, Makistier und Dyspontier, so dass in der Folge Pisa im Jahr 572 v. Chr. zerschlagen und dem elischen Gebiet einverleibt wurde. Der Vorsitz über die Olympischen Spiele der Antike fiel ab dieser Zeit an Elis.